# Karl-Walter Freitag
Karl-Walter Freitag (* 31. Juli 1954 in Köln) ist ein deutscher Unternehmer, der als einer der führenden Vertreter des Geschäftsmodells des Berufsklägers medienweit bekannt wurde.

## Leben
Nach eigenem Bekunden nimmt Freitag seit seinem 17. Lebensjahr als kritischer Fragesteller an Hauptversammlungen deutscher Aktiengesellschaften teil. Er studierte jeweils für kurze Zeit und ohne Abschluss Medizin, Kunstgeschichte und Wirtschaft. Von November 1983 bis April 1985 absolvierte er die Henri-Nannen-Schule in Hamburg; zu seinem Lehrgang gehörten der Schriftsteller Jörg-Uwe Albig, der spätere RTL-Chefredakteur Peter Kloeppel sowie der Osteuropa-Korrespondent Thomas Urban.
Medienberichten zufolge erlaubte ihm sein als Berufskläger erworbenes Vermögen, mehr als ein Dutzend Autos zu kaufen, darunter teure Oldtimer und einen roten Ferrari.
Als Manager scheiterte Freitag im Jahr 2000 mit der Wiederbelebung der Computerfirma Escom.

## Geschäftsmodell
Als Kleinaktionär drohte Freitag, wie auch andere Berufskläger, durch Anfechtungsklagen gegen Entscheidungen der Geschäftsführung Maßnahmen beispielsweise zur Sanierung eines Unternehmens zu blockieren. Durch ein Bündel von Klagen würden Gerichts- und Anwaltskosten hochgetrieben, die Unternehmensleitungen ließen sich oft darauf ein, einen Vergleich mit den Klägern auszuhandeln. Oft wurden den potenziellen Klägern Beraterverträge angeboten. Freitag hat sich darauf spezialisiert, Dutzende Fragen auf Hauptversammlungen von Unternehmen zu stellen mit dem Ziel, die Beschlüsse wegen nicht ausreichender Beantwortung der Fragen später anzufechten. Den Berichten zufolge profitiert er von den Ergebnissen solcher Klagen finanziell, auch hat er bereits auf diese Weise eine höhere Abfindung als Kleinaktionär erstritten.
Auch setzte Freitag auf Squeeze-out, das Herauskaufen der letzten freien Anteilseigner einer Aktiengesellschaft.
In einer vom Frankfurter Juraprofessor Theodor Baums verantworteten Studie über „Berufskläger“ rangiert Freitag „weit oben“. In der Branche bekam er den Beinamen „Firmenschreck“.
Die Welt befand, dass es da, wo Freitag auftritt, „Radau gibt“. Die Presseagentur Reuters verwies darauf, dass Freitag durchaus „humanistische Bildung“ erkennen lasse. Freitag selbst sieht sich nach eigenem Bekenntnis in der Rolle des „Robin Hoods der Aktionäre“.

## Juristische Kontroversen
In der Fachliteratur wird Freitag als Initiator von „missbräuchlichen Anfechtungsklagen“ aufgeführt.
1987 bescheinigte der Bundesgerichtshof Freitag, er habe seine Schutzrechte als Minderheitsaktionär missbraucht.
1993 befand das Landgericht Köln, Freitag habe sich „in einer Grauzone zwischen Cleverness und Kriminalität“ bewegt. Freitag wurde Medienberichten zufolge von dem Gericht verurteilt, 1,5 Millionen D-Mark an die Aachener und Münchener Beteiligungs-AG zu zahlen. Das Strafverfahren wegen Erpressung wurde gegen Zahlung einer Geldbuße von 50.000 D-Mark eingestellt.
Eine 2013 fertiggestellte Doktorarbeit an der juristischen Fakultät der Johann Wolfgang Goethe-Universität in Frankfurt am Main mit dem Titel „Die Strafbarkeit des räuberischen Kleinaktionärs“ widmet sich u. a. ausführlich dem Geschäftsgebaren Freitags und dessen juristischen Folgen.